# Munții Rodopi
Munții Rodopi (în bulgară Родопи, Родопите, uneori numiți Родопа sau Родопа планина, în greacă Ροδόπη, însemnând „cu aspect roșu”), sunt un lanț muntos din sud-estul Europei. 83% din suprafața lor se află pe teritoriul Bulgariei, restul găsindu-se în Grecia. Cel mai înalt vârf, Goliam Perelik (2.191 m), este al șaptelea ca înălțime dintre munții Bulgariei.

## Istorie
Rodopii au făcut parte din Imperiul Roman, regatele bulgare, Bizanțul, Imperiul Otoman. Războaiele au fost continuu purtate pentru posesia acestei regiuni strategice, de unde au fost deschise abordările spre Constantinopol. Acest lucru a afectat compoziția națională a locuitorilor din această regiune, unde pe lângă bulgari și greci, turcii locuiesc (în unele comunități mai mult de jumătate din populație), pomaci și țigani.

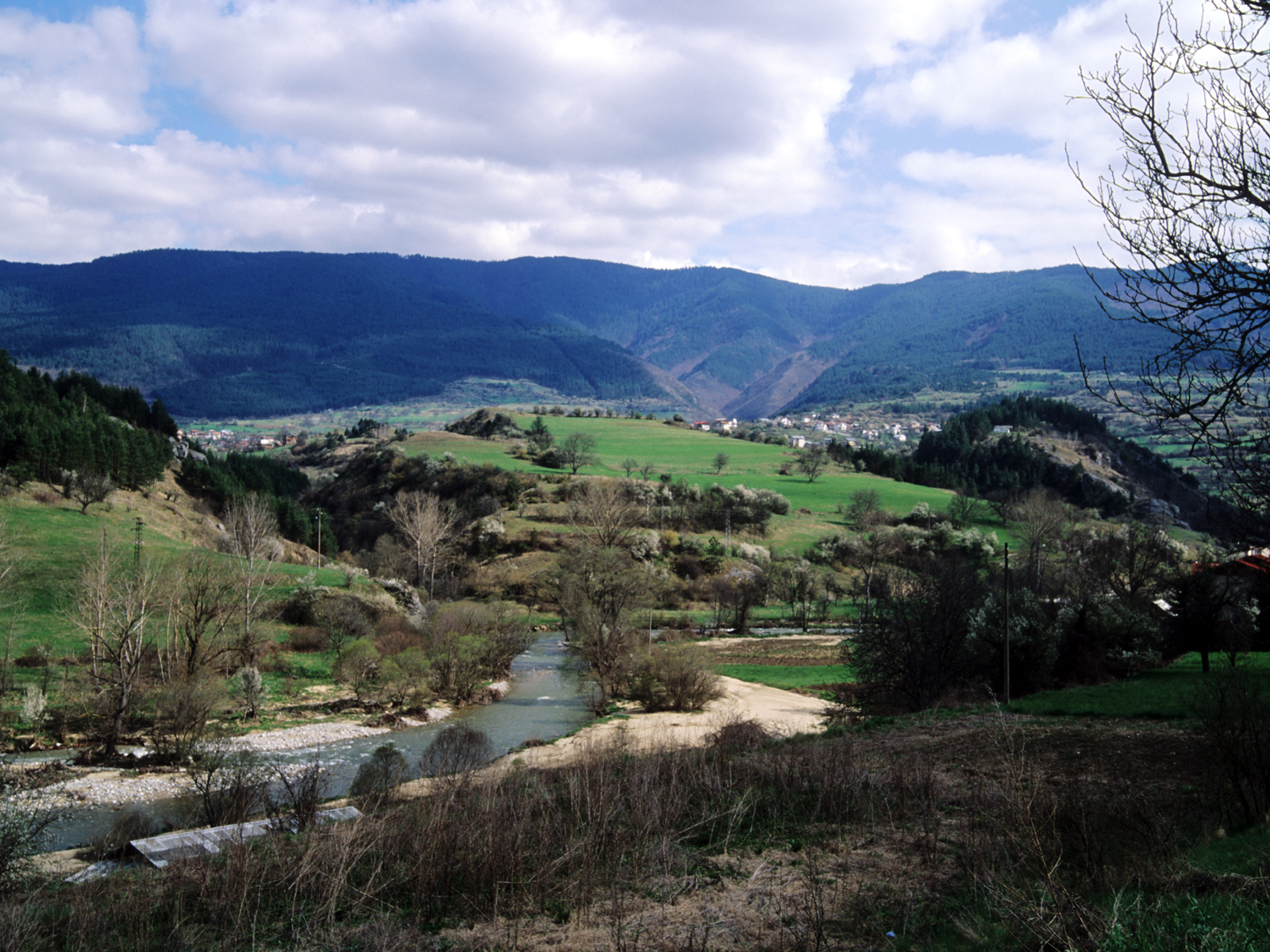
Privelește la Rodopi în zona satului Hvoina.
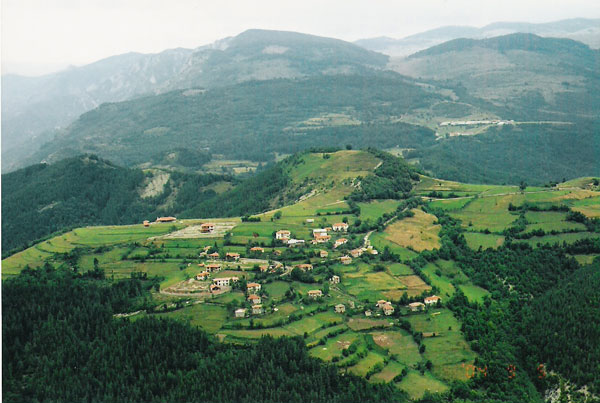
Privelește spre stâncile Belintash din apropierea satului Vrata.
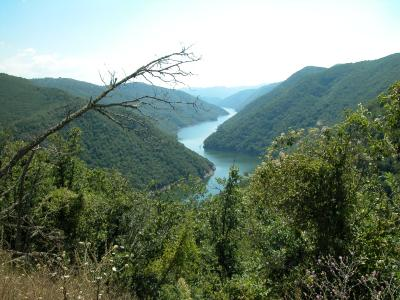
Valea montană a râului Nestos în Rodopi.
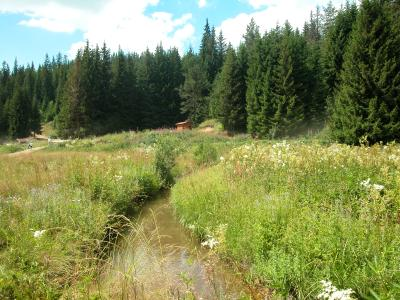
Privelește din partea de sus a Rodopelor de Sud.

## Relief
Lungimea lanțului este de aproximativ 240 km, înălțimea medie fiind de 785 m, cel mai înalt vârf este Muntele Goliam Perelik (2191 m.). Ele constau dintr-un număr de masive descrescătoare treptat spre est.

## Floră
În partea inferioară a versanților de sud există vegetație de arbust (cum ar fi machia, șibliak), păduri de stejar verde, pe versanții nordici - păduri de stejar, fag și conifere. De la o înălțime de 1800–2000 m – pajiști subalpine și arbuști.

## Geografie
Ele sunt compuse din calcar, gresie, roci cristaline si vulcanice. Precipitațiile în vest cad la 1000 mm, în est scad la 650 mm pe an. Râurile (care aparțin bazinelor Marița și Nestos), au rezerve mari de energie hidroelectrică. Afluenții din Marița - râurile Arda și Văcea - cascade de centrale hidroelectrice și rezervoare.

## Economie
În Rodopii de Vest - silvicultură. Partea inferioară a versanților Rodopi de Est (până la o altitudine de 700 m) este ocupată de plantațiile de tutun și de viile, care au ajuns într-o anumită scădere în comparație cu sfârșitul anilor 1980. În regiunea Kărdjali, plantarea experimentală a măslinelor este realizată cu sprijinul Uniunii Europene, pentru a înlocui tutunul, în mod tradițional cea mai importantă cultură. Stațiunile balneologice și climatice: Narecen, Velingrad, Vasil-Kolarov și altele sunt situate pe teritoriul Bulgariei. Turismul se dezvoltă intensiv, inclusiv ecoturismul și vizitarea monumentelor antichității din epocile tracice și romane. În Zlatograd, există un complex etnografic.

## Oameni

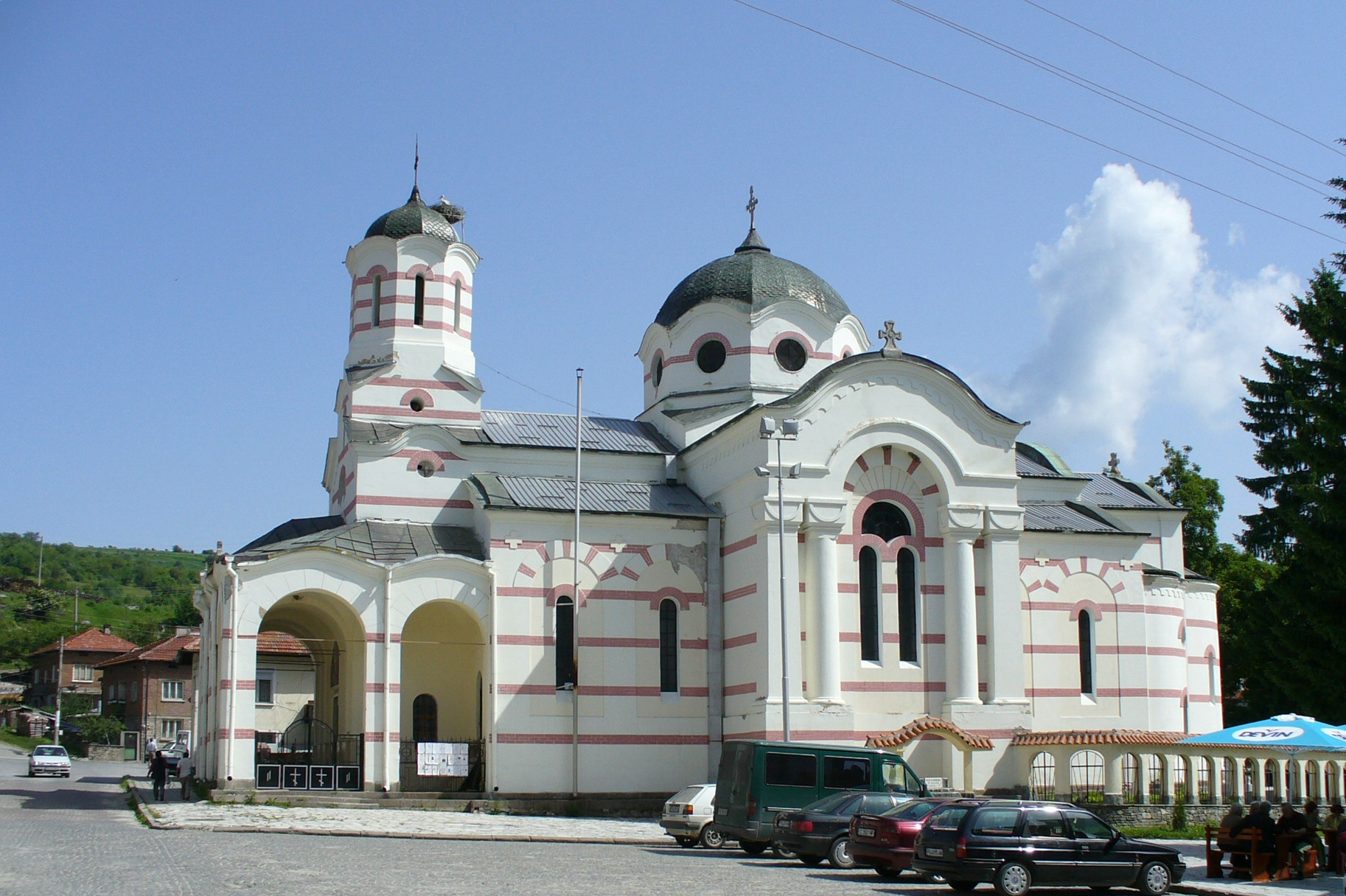
O biserică din Batak

Zona slab populată a Rodopilor a fost un loc de diversitate etnică și religioasă timp de sute de ani. În afară de bulgarii și grecii ortodocși, munții găzduiesc de asemenea o serie de comunități musulmane, inclusiv pomacii care predomină în partea de vest și o mare concentrație a turcilor din Bulgaria, în special în Rodopi. Munții sunt de asemenea una dintre regiunile asociate cu Sărăcăcianii, un popor grec nomad, care a mers în mod tradițional între Tracia de Nord și coasta Mării Egee.

## Onora
Vârful Rodopi de pe Insula Livingston din Insulele Shetlandului de Sud, Antarctica este numit după Munții Rodopi.